# بريد لندن بيني بوست

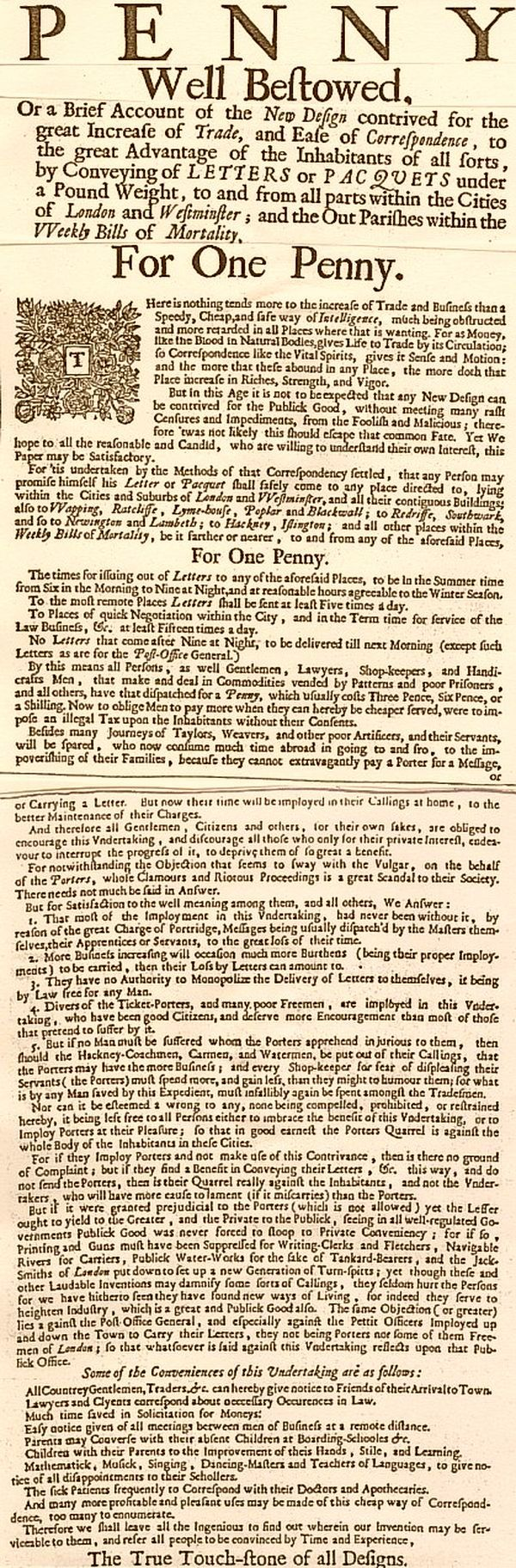
الشكل 1 - إعلان صحفي لشركة بيني بوست تعلن فيهِ عن الخدمات وأسعار البريد والمزايا التي تقدمها للتجارة والتبادل التجاري.

كان بريد لندن بيني بوست نظامًا بريديًا رائدًا، مهمته توصيل البريد داخل لندن وضواحيها المجاورة مقابل مبلغ زهيد قدره بنس واحد. تأسست شركة بيني بوست في عام 1680 على يد ويليام دوكورا وشريكه التجاري روبرت موراي. كان دوكورا تاجرًا وعضوًا في شركة أرموررز آند براسيرز ليفري، وعُيّن مفتشًا جمركيًا في ميناء لندن عام 1663. أما موراي فكان عضوًا في شركة كلوث ووركرز، وكاتبًا في مكتب الضرائب.
كان بريد لندن "بيني بوست" أول نظام بريدي يستخدم أختام يدوية لختم البريد، للإشارة إلى مكان ووقت الإرسال، والتأكد من دفع رسوم البريد مسبقًا؛ إن أقدم ختم بريدي معروف لشركة بيني بوست يعود تاريخه إلى 13 ديسمبر 1680 ويعتبره البعض أول "ختم بريدي" في العالم.
بفضل رسوم البريد الثابتة الرخيصة البالغة بنسًا واحدًا، حقق بريد لندن "بيني بوست" نجاحًا تجاريًا سريعًا؛ إلا أنه أضرّ بالمصالح التجارية لسعاة البريد في العاصمة وسعاة البريد الخاصين. كما هدد مصالح دوق يورك جيمس الثاني ملك إنجلترا، الذي استفاد آنذاك بشكل مباشر من مكتب البريد العام (الذي أُنشئ بمرسوم ملكي، قبل بضعة عقود، كاحتكار وطني)؛ أدى هذا في النهاية إلى استيلاء السلطات الملكية على البريد الرخيص البنسي في عام 1682.
بعد ذلك، استمر البريد البنسي (وخليفته المباشر، البريد ذو البنسين) في العمل كفرع مستقل لمكتب البريد في جميع أنحاء لندن. كما وفّر نظامًا ونمطًا نموذجيًا لإنشاء مكاتب بريد "بيني بوست" في دبلن وإدنبرة وعدد من المدن الأخرى في القرنين الثامن عشر والتاسع عشر. وظلّ قائمًا حتى منتصف القرن التاسع عشر، عندما (بعد إنشاء مكتب بريد "بيني بوست" موحد على مستوى المملكة المتحدة) تم دمجه بالكامل في أعمال البريد العام.

## خدمات البريد في لندن، 1680
قبل ظهور بريد لندن ذي الأجر المدفوع، كان هناك مكتب بريد عام واحد فقط في لندن ووستمنستر لاستلام وتسليم البريد المتجه إلى وجهات خارج لندن، ولكن لم يكن هناك نظام أو ترتيبات للتوزيع العام للرسائل أو الطرود داخل المدينة نفسها. مع نمو التجارة وزيادة عدد سكان لندن (التي كان عدد سكانها حوالي نصف مليون نسمة آنذاك)، تزايد الطلب على نظام بريد يخدم لندن وضواحيها.
قدّم بريد دوكورا وموراي ذي الأجر المدفوع هذهِ الخدمة. أثبتت خدمة البريد ذي الأجر المدفوع الجديدة فائدتها الكبيرة لتجار لندن وغيرهم من الشركات، وحظيت بشعبية كبيرة بين سكان لندن، الذين كانوا يضطرون آنذاك إلى دفع رسوم أعلى لشركات البريد الخاصة والحمالين لتسليم البريد أو الطرود الصغيرة داخل المدينة.

## نظام بريدي ممتاز
اطلقت خدمة بريد لندن بيني بوست مع أسابيع من الدعاية التي سبقتها في 27 مارس 1680. وللإعلان عن بيني بوست الجديد، نُشرت إعلانات عامة في العديد من الصحف المحلية (الشكل 1) كما طُبعت الإعلانات والملصقات ووزعت. وأعلنوا أن لندن بيني بوست هو "تصميم جديد، صمم لزيادة كبيرة في التجارة وسهولة المراسلات [...] عن طريق نقل الرسائل أو الطرود بالوزن مثمنة بالجنيه، من وإلى جميع الأجزاء داخل مدينتي لندن ووستمنستر، والأبرشيات الخارجية ضمن فواتير الوفيات الأسبوعية".(الشكل 1) من أجل تحقيق ذلك، قسم دوكورا وموري وشركاؤهما منطقة الفواتير (التي امتدت من وستمنستر إلى بلاكوول، ومن هاكني إلى لامبيث) إلى سبع مناطق لكل منها مكتب فرز خاص بها. قاموا بتأسيس مكتب رئيسي في منزل دوكورا نفسه، الذي كان يعيش في قصر في شارع لايم (الذي كان مملوكًا سابقًا للسير روبرت عبدي).

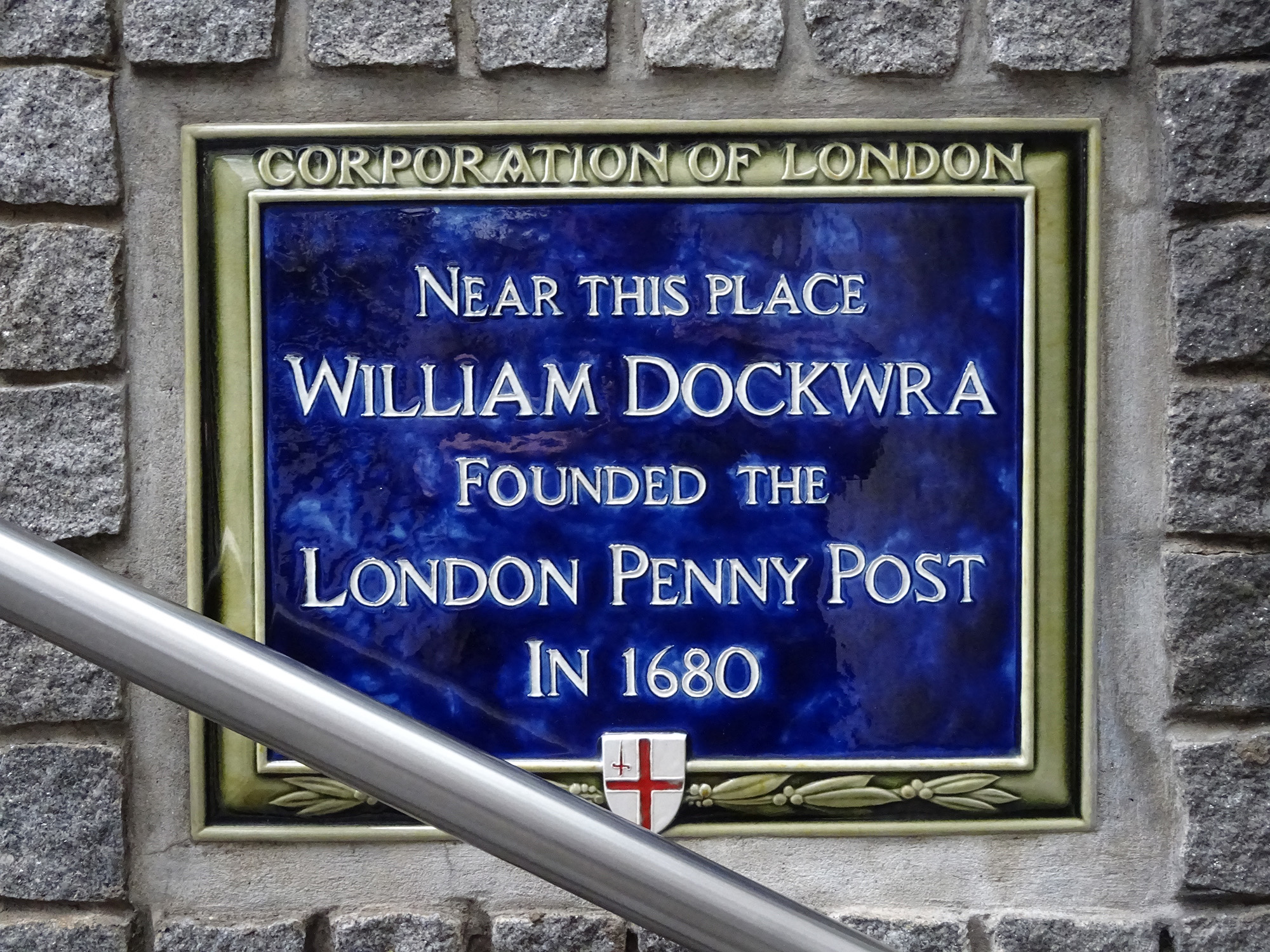
بالقرب من هذا المكان أسس ويليام دوكورا بريد البنس، لندن في عام 1680

مع ذلك، أُلقي القبض على روبرت موراي في مايو 1680، برفقة جورج كاودرون، وهو زميل آخر في شركة خدمة البريد، لتوزيعهما عبر خدمة البريد ما اعتُبر موادًا تحريضية تنتقد دوق يورك (الذي عُرف لاحقًا باسم جيمس الثاني). وقد ترك هذا الأمر لدوكورا إدارة البريد، ولذلك يُنسب إليه الفضل الكبير في تصميمه وتحسيناته الإضافية، إذ كان البريد آنذاك، الذي لم يمضِ على تشغيله سوى شهرين، لا يزال في مراحله التطويرية. أنشأ دوكورا نظامًا لجمع البريد بالساعة، بحد أقصى عشر عمليات تسليم يوميًا لمركز المدينة، وست عمليات تسليم للضواحي، وأربع عمليات تسليم للقرى النائية (مثل هاكني وإزلنجتون).
قامت شركة دوكورا بيني بوست بتسليم الرسائل والطرود البريدية التي يصل وزنها إلى رطل واحد، وكان التسليم مضمونًا في غضون أربع ساعات، حيث وضعت علامة زمنية بختم على شكل قلب على كل رسالة تشير إلى الوقت الذي حصل فيهِ تسليم العنصر للعنوان الخاص بهِ.
في غضون عامين، اتسعت مساحة خدمة البريد البنسي إلى درجة أنهُ أسس ما يقارب أربعمائة إلى خمسمائة مركز استقبال للبريد وصندوق بريد حائطي في مواقع مختلفة حول مدينة لندن. ولأن الخدمة البريدية الجديدة كانت في متناول عامة الناس بسعرها الثابت المنخفض البالغ بنسًا واحدًا، فقد حققت نجاحًا فوريًا تقريبًا، وأصبحت سلفًا للأنظمة البريدية التي ظهرت لاحقًا ولا تزال مستخدمة حتى اليوم في بريطانيا العظمى وأماكن أخرى.
مع ذلك، لم يكن الجميع مؤيدًا: فقد اعتبر العديد من السعاة والحمالين شركة "بيني بوست" تهديدًا لخدمات التوصيل التي يقدمونها، ولجأوا أحيانًا إلى الاعتداء على رسل الشركة، وتمزيق الإعلانات، وارتكاب أعمال عنف أخرى. كما كان هناك قلق مستمر بشأن دعم حزب اليمين لشركة "بيني بوست" واستخدامها لتوزيع نشرات إخبارية معادية للكاثوليكية ومثيرة للفتنة (في محاولة لاستبعاد دوق يورك، جيمس الثاني لاحقًا، من خلافة العرش بدعوى أنهُ كاثوليكي)؛ وندد البروتستانت بهذا القلق باعتباره مؤامرة من دوق يورك والحزب البابوي.

## أختام البريد

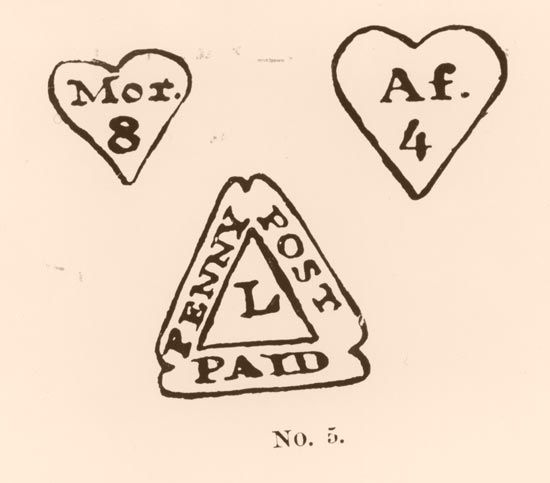
الشكل 2 - ختم بريد شارع لايم وطوابع زمنية على شكل قلب - بيني بوست 1680

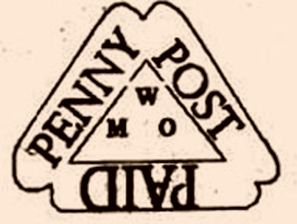
الشكل 3 - ختم بريد مستعمل في عام 1681

عند تقديم البريد للتسليم بواسطة البريد العادي، كان يُفرض رسم بريدي قدره بنس واحد، ويُختم البريد بختم بريدي يدوي مع ختم زمني، مما يؤكد دفع رسوم البريد. وتُعزى شهرة دوكورا بين مؤرخي البريد إلى الأختام البريدية المثلثة التي استخدمها في البريد العادي.
استُخدمت أربعة أنواع من الأختام البريدية المثلثة لختم البريد (الشكل 4)، ولكن معظم الأختام القليلة المتبقية محفوظة في أرشيفات المتاحف، وأربعة منها فقط معروفة بأنها في أيدي هواة جمع الطوابع. يعتبر بعض المؤرخين وهواة جمع الطوابع أن ختم البريد المثلثي هو أول ختم بريدي في العالم. كان لكل مكتب بريد عادي حرفهُ الأول الخاص. كما استخدم البريد العادي أختام زمنية على شكل قلب، أحدها يحمل الاختصار "Mor" للإشارة إلى البريد الصباحي والآخر يحمل الاختصار "Af". يشير إلى إرسال بريد ما بعد الظهر، إلى جانب رقم الساعة، أي الرقم "4" الذي يشير إلى إرسال بريد في الساعة الرابعة. (الشكل 2). تختلف أختام البريد المثلثة المستعملة على الرسائل في عام 1680 بعض الشيء عن النماذج اللاحقة. كانت أختام بريد عام 1680 أكبر، حيث يكون الضلع الأقصر للمثلث عند القاعدة.

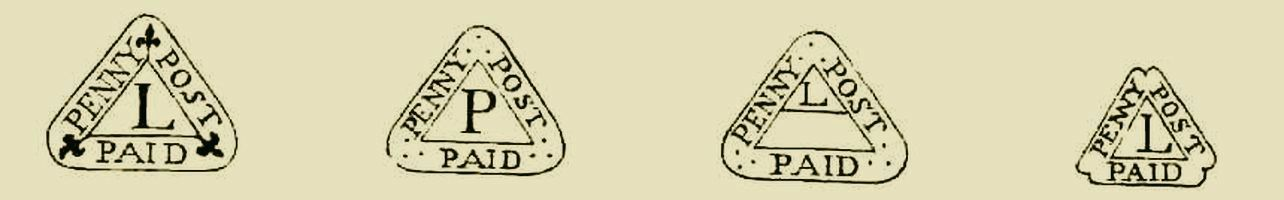
الشكل 4 - (الطوابع البريدية المستخدمة في بريد لندن بيني)
في هذه الأمثلة، كانت الأحرف في المنتصف تشير إلى المكتب الذي أُرسلت منهُ الرسالة. L = شارع لايم، W = ويستمنستر. في طوابع بريد دوكورا المثلثية الأصلية، كانت كلمة PENNY دائمًا على اليسار، وPOST على اليمين، وPAID في الأسفل، والأعلى للخارج.

تحتوي أختام البريد على الرسائل في عام 1681 على أشكال مثلثات يقع ضلعها الأطول عند القاعدة، مع نقش كلمة مدفوع الرسم PAID مقلوبة داخل المثلث. (الشكل 3). توجد أيضًا أمثلة على أختام بريدية تُكتب فيها كلمة paid كـ PAYD. كان الحرف الأول موجودًا داخل المثلث؛ الحرف "L" لمكتب لندن، والحرف "W" لوستمنستر، والحرف "S" لمكتب سانت بول، ومع ذلك، هناك تكهنات بأن علامة "L" ربما كانت تشير إلى إرسال بريد من المكتب في منزل دوكورا في شارع لايم.

## الاستيلاء على بيني بوست
قبل ظهور البريد البنسي، خصص البرلمان (في عام 1663) أرباح مكتب البريد العام الحالي لدوق يورك، الذي كان لديهِ تصميمات مماثلة على البريد البنسي المربح لدوكورا، والذي أثبت في غضون عامين أنهُ نجاح كبير ومصدر جديد محتمل للإيرادات الثابتة. في عام 1683، تم رفع عدد من الدعاوى القضائية؛ وحُكم على دوكورا بانتهاك احتكار التاج للبريد، واغلقت مؤسسته وغُرِّم 100 جنيه إسترليني. بعد أربعة أيام، أعلن دوق يورك عن الإطلاق الوشيك لبريد منطقة لندن الجديد، والذي كان بمثابة البريد البنسي لدوكورا في كل شيء باستثناء الاسم (وتحت إدارة جديدة). حصل دوكورا في النهاية (ولكن فقط بعد ثورة 1688) على معاش تقاعدي قدره 500 جنيه إسترليني سنويًا كتعويض عن خسائره.
منذ ذلك الحين، أصبح بريد منطقة لندن قسمًا تابعًا لمكتب البريد العام؛ إلا أن عملياته وإدارته ظلت منفصلة تمامًا عن عمليات وإدارة البريد الداخلي، الذي كان يغطي بقية أنحاء البلاد (مع أن القسمين تعاونا عند الاقتضاء في إرسال وتسليم الطرود - كما كانا يفعلان في عهد دوكورا). احتفظ كل قسم بفريقهِ الخاص من سعاة البريد، وحافظ على شبكات منفصلة من مراكز الاستقبال في جميع أنحاء العاصمة. ورغم تغيير الإدارة، ظل بريد منطقة لندن يُعرف عمومًا باسم "البريد البنسي".
استمرّ بريد منطقة لندن بالعمل من ستة مكاتب رئيسية، يقع كلٌّ منها في منطقة جغرافية مختلفة. في عام 1684، كانت هذه المكاتب في المواقع التالية:
- كان المكتب الرئيسي في كروسبي هاوس في شارع بيشوبسجيت.
- كان مكتب كنيسة القديس بولس في شارع نيوجيت.
- كان مكتب المعبد في شانسيري لين.
- كان مكتب وستمنستر بالقرب من شارينغ كروس.
- كان مكتب ساوثوورك في فاولان بالقرب من البلدة.
- كان مكتب هيرميتاج في ليتل تاور هيل، إيست سميثفيلد.

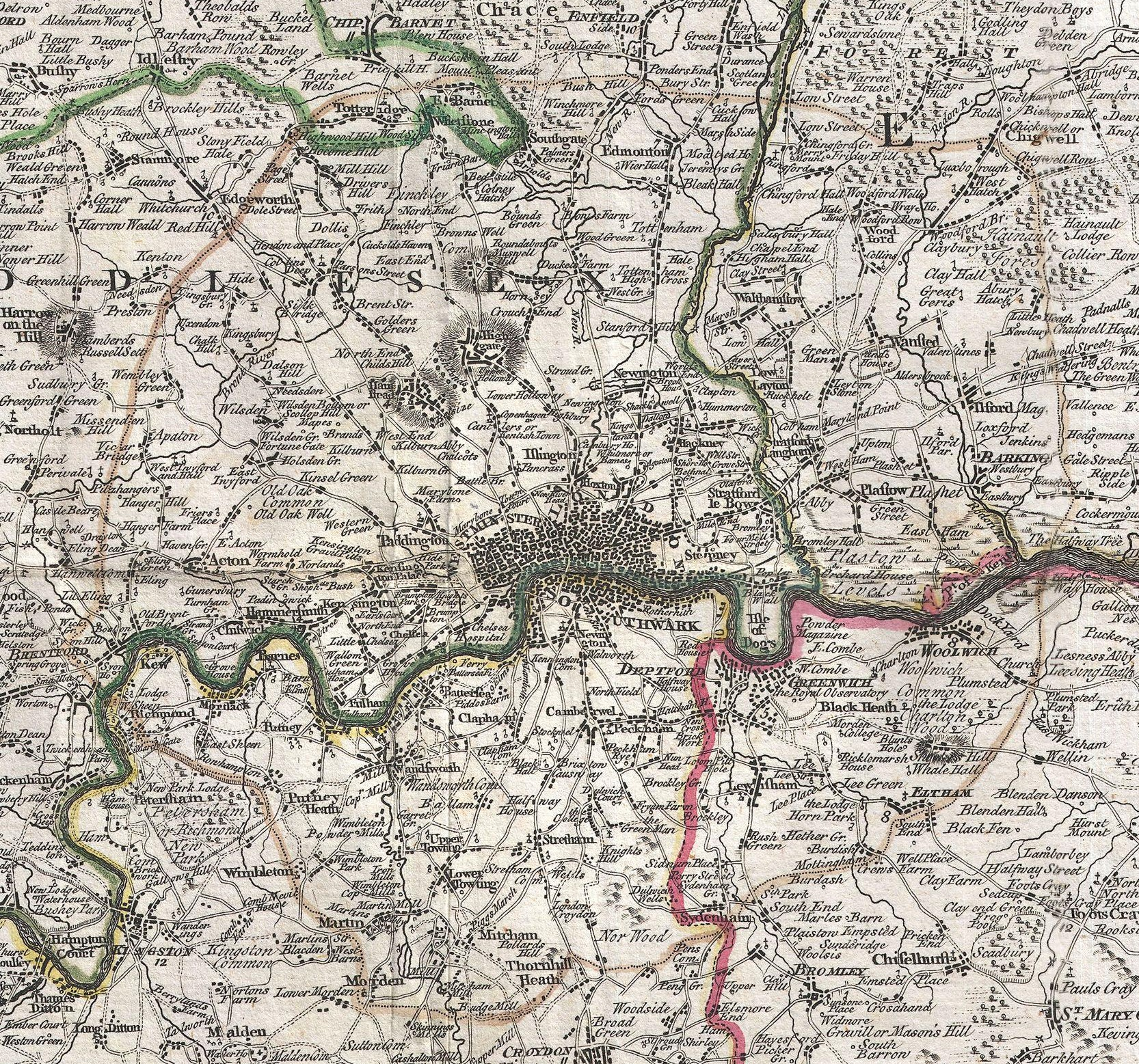
تشير هذهِ الخريطة التي رسمها توماس كيتشن عام 1773 إلى حدود بريد لندن (بيني بوست) بخط منقط (ذو حافة برتقالية).

أكد قانون مكتب البريد (الإيرادات) لعام 1710 على الرسوم "لجباية جميع الرسائل والحزم التي تمر أو تعود عن طريق النقل المسمى البريد البنسي، والذي تم إنشاؤه واستقراره في مدينتي لندن ووستمنستر، ومنطقة ساوثوورك، والأجزاء المجاورة، والتي يتم استلامها وتسليمها في غضون عشرة أميال إنجليزية بعيدة عن [...] مكتب الرسائل العام في لندن: بنس واحد".
أشار مسح روبرت سيمور للندن ووستمنستر، الذي نُشر عام 1735، إلى وجود أكثر من 600 مكتب استقبال لبريد البنس في ذلك الوقت، "بمعدل مكتب واحد في معظم الشوارع الرئيسية". وكانوا يعرضون عادةً لافتة كبيرة الحجم على الباب أو النافذة، كُتب عليها "هنا تُستقبل رسائل وطرود البريد البنس". وكان سعاة البريد يزورون مكاتب الاستقبال كل ساعة لجمع الطرود، التي كانت تُنقل بعد ذلك إلى مكتب رئيسي لفرزها قبل إرسالها من هناك للتسليم.
تم إصلاح بريد منطقة لندن في عام 1794، حيث تم تقليص عدد المكاتب الرئيسية إلى اثنين: المكتب الرئيسي، الذي نقل إلى شارع أبتشيرش لين (المجاور لمكتب البريد العام في شارع لومبارد) ومكتب وستمنستر، الذي نقل إلى شارع جيرارد في سوهو؛ وفي الوقت نفسه إزداد عدد بيوت الاستقبال الأصغر، وتضاعف عدد سعاة البريد إلى أكثر من الضعف.

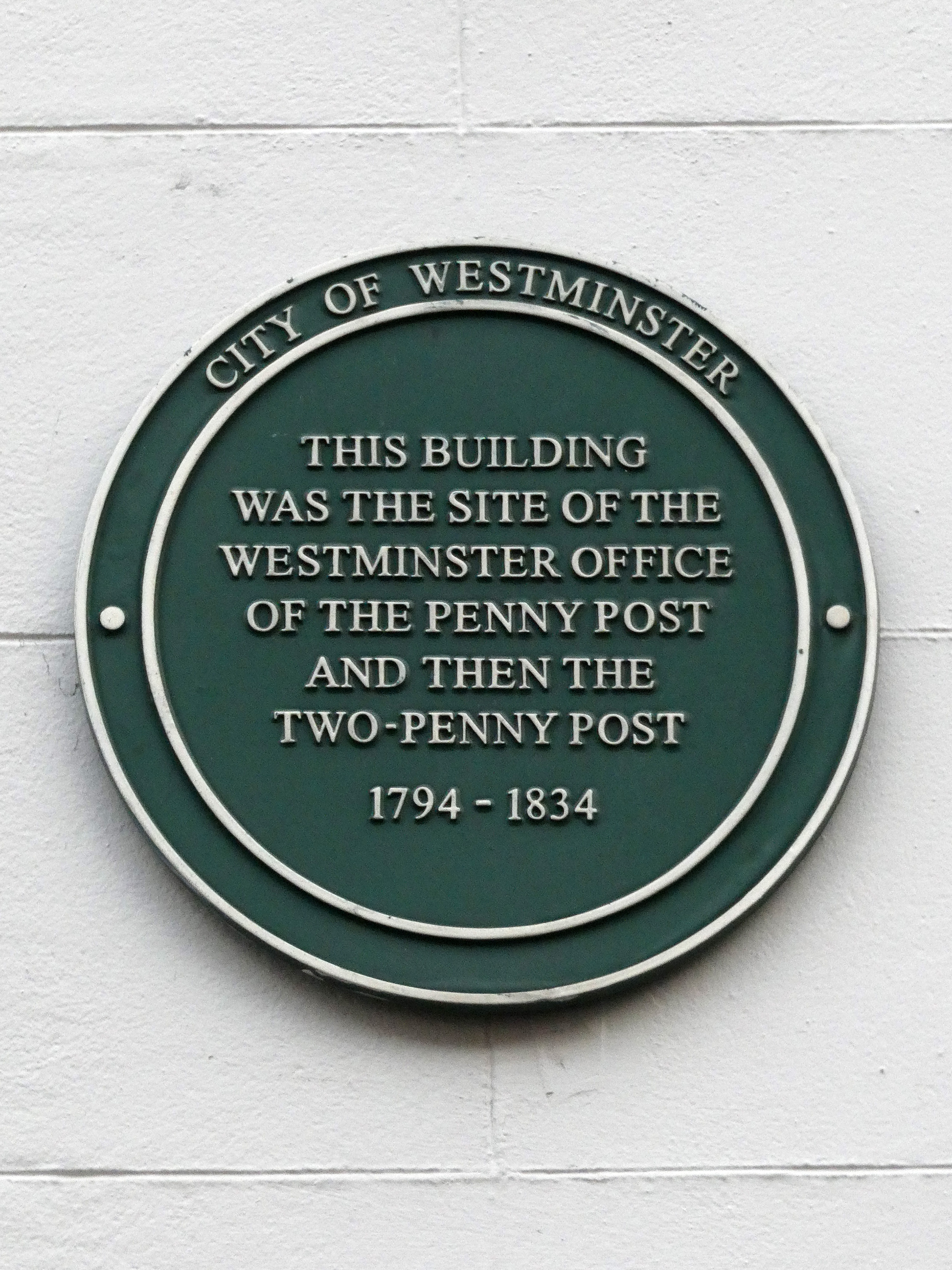
تشير اللوحة الخضراء إلى موقع مكتب وستمنستر السابق لبريد لندن (بيني بوست) في شارع جيرارد.

خلال القرن الثامن عشر، تم إنشاء مكاتب البريد ذات البنسات، على غرار لندن، في مدن كبيرة أخرى: أولاً في دبلن، في عام 1773، ثم في برمنغهام، وبريستول، وإدنبرة، ومانشستر (جميعها في عام 1793).
في السابق، استفادت إدنبرة من خدمة البريد البنسي (منذ عام 1773) التي ابتكرها وأدارها بيتر ويليامسون كمؤسسة خاصة. وفي وقت لاحق، تم إنشاء البريد البنسي في غلاسكو وليفربول ونيوكاسل.

### إنشاء مركز البريد ذو البنسين
ظل سعر البريد في منطقة لندن بنس واحد قائمًا لأكثر من قرن حتى عام 1801، حيث تضاعف (وأصبحت الخدمة تُعرف باسم "بريد البنسين"). وبعد أربع سنوات، عرض سعر 3 بنسات للعناصر المراد نقلها من أو إلى الضواحي خارج وسط لندن؛ وقد أُطلق على هذه الخدمة اسم "بريد البنسين-الثلاثة". ومنذ عام 1829، كان المكتب الرئيسي لبريد منطقة لندن (أو "بريد البنسين") موجودًا في نفس موقع مكتب البريد الداخلي والأجنبي، داخل مبنى مكتب البريد العام الجديد في سانت مارتن لو جراند. وبعد خمس سنوات، أُغلق مكتب وستمنستر في شارع جيرارد، ثم ذهبت جميع عناصر بريد البنسين إلى سانت مارتن لو جراند للفرز.

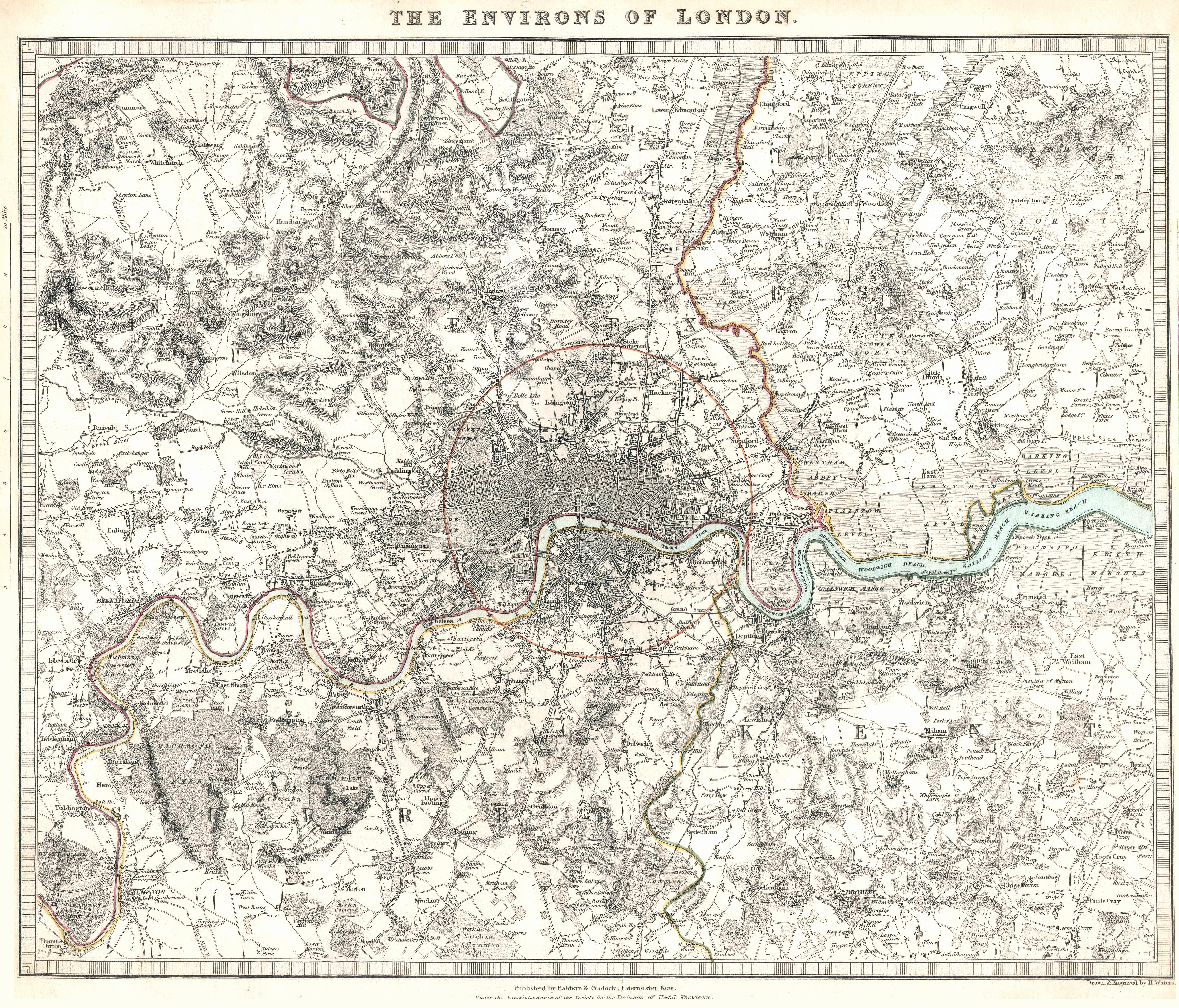
خريطة ضواحي لندن عام (1832). الدائرة الحمراء المركزية تُظهر "نطاق تسليم بريد البنسين".

في عام 1831، عُدِّلت حدود منطقة بريد البنسات (التي كانت تتبع سابقًا حدود الرعية) لتمثل دائرة نصف قطرها ثلاثة أميال من مكتب البريد العام الجديد. وبعد عامين، وُسِّعت منطقة بريد البنسات الثلاثة لتغطي دائرة نصف قطرها اثني عشر ميلًا (تمتد من الموقع نفسه).

### الاندماج مع البريد الداخلي
في عام 1837، نشر رولاند هيل كتيبًا بعنوان إصلاح مكتب البريد، مما أدى إلى إنشاء دليل بريدي موحد للبنسات في جميع أنحاء المملكة المتحدة في عام 1840. في السنوات التي تلت ذلك، اتخذت خطوات نحو الدمج الكامل لمكتب بريد البنسين السابق (الذي أعيدت تسميته رسميًا بمكتب منطقة لندن في عام 1844) مع المكتب الداخلي؛ وقد تحقق ذلك أخيرًا في عام 1854، حيث تم تعيين المكتب المدمج الجديد باسم قسم التوزيع في مكتب البريد العام. في العام التالي، كشف عن خطط لمنطقة بريد جديدة في لندن تغطي جميع العناوين ضمن دائرة نصف قطرها 12 ميلاً من سانت مارتن لو جراند؛ ستقسم إلى عشر مناطق (سميت على اسم نقاط البوصلة) ولكل منها مكتب فرز خاص بها.

## اقرأ أيضا
- William Dockwra and the rest of the Undertakers: The story of the London penny post, 1680-2, Thomas Todd, Edinburgh, Cousland, 1952.
- The Penny Post 1680–1918, Frank Staff, Lutterworth Press, Cambridge, 1993. (ردمك 0-7188-2878-X).
- Her Majesty's Mail, William Lewins, Sampson Low, Son & Marston, London, 1864.
- The History of the British Post Office, J. Hemmeon, Harvard University, Cambridge, 1912.
- The Postage Stamps of Great Britain 1661–1941, Robson Lowe, Robson Lowe Ltd, London, 1941